# نیومبیلا
نیومبیلا شهری در شهرستان بورزانگا در استان بام در بورکینافاسوی شمالی است و جمعیت آن ۱۷۲۵ نفر است.